# Смена (футбольный клуб, Москва)
«Смена» — московский футбольный клуб СШОР № 63 «Смена». Основан в 1973 году.

## История
«Смена» — одна из старейших футбольных школ Москвы. Своё начало берёт от футбольной команды спортивного отдела во Дворце пионеров и школьников имени Аркадия Гайдара. Открыта в 1974 году как ДЮСШ, в следующем году получила статус СДЮСШОР. Первый директор — Фёдоров Владимир Иванович. Базировалась в Текстильщиках, в 1998 году переехала в Люблино на стадион литейно-механического завода «Локомотив». В 2002 году школа была переведена в систему Москомспорта и стала располагаться в Капотне при стадионе «Труд». Футбольная школа «Смена» командами разных возрастов выступает в Клубной лиге среди футбольных школ столицы.
При школе имеется команда (футбольный клуб) «Смена», в течение двух сезонов (1995—1996) игравшая на уровне команд мастеров — в третьей лиге ПФЛ.
В 2011 году ФК «Смена» объединился с клубом «Петровка 38» и был переименован в клуб «Петровка, 38 — Смена».
В 2014—2016 годах ФК «Смена» выступал в дивизионе «Б» зоны «Москва» первенства России в IV дивизионе. В сезонах 2019—2021 участвовал в дивизионе «А» московской зоны (III дивизион первенства России). В 2022 и 2023 годах — участник чемпионата Москвы в Дивизионе «Б».

## Партнёры
- 1994—1999 — «Сервис Холод»
- 2000—2008 — журнал «Футбольный Городок» при МФФ
- 2008—2009 — ФК «МВД России»
- 2009—2010 — «Промфинстрой»

## Названия клуба
- 1994 — «Смена—Роника»
- 1995—1996 — «Смена»
- 1997 — «Смена—Сервис холод»
- 1998 — «Серхол—Смена»
- 1999 — «Сервис—Холод»
- 2000—2010 — «Смена»
- 2011—2013 — «Петровка, 38 — Смена»
- с 2014 — «Смена»

Названия школы: ДЮСШ № 2 Люблинского района, СДЮШОР № 2 Люблинского РОНО, СДЮШОР № 63 «Смена», СДЮСШОР № 63 «Смена», СШОР № 63 «Смена».

## Результаты выступлений
| Сезон | Лига                                              | Лига                                              | Место    | Примечания                                                   |
| ----- | ------------------------------------------------- | ------------------------------------------------- | -------- | ------------------------------------------------------------ |
| 1994  | Первенство КФК                                    | Центр, Б                                          | 2 из 12  | Выход в Третью лигу                                          |
| 1995  | Третья лига ПФЛ, зона 3                           | Третья лига ПФЛ, зона 3                           | 22 из 23 |                                                              |
| 1996  | Третья лига ПФЛ, зона 3                           | Третья лига ПФЛ, зона 3                           | 19 из 20 | Исключение из ПФЛ                                            |
| 1997  | Первенство КФК/ ЛФЛ                               | Центр, Москва                                     | 8 из 16  |                                                              |
| 1998  | Первенство КФК/ ЛФЛ                               | Центр, Москва, группа 2                           | 2 из 11  |                                                              |
| 1998  | Первенство КФК/ ЛФЛ                               | Центр, Москва, финал                              | 4 из 4   |                                                              |
| 1999  | Первенство КФК/ ЛФЛ                               | Центр, Москва                                     | 7 из 18  |                                                              |
| 2000  | Первенство КФК/ ЛФЛ                               | Москва                                            | 12 из 16 |                                                              |
|       | Первенство КФК/ ЛФЛ                               |                                                   |          |                                                              |
| 2003  | Первенство КФК/ ЛФЛ                               | Москва                                            | 16 из 19 | В первенстве-2004 играла команда «Смена-РГ». См. Торпедо-ЗИЛ |
|       | Первенство КФК/ ЛФЛ                               |                                                   |          |                                                              |
| 2005  | Первенство КФК/ ЛФЛ                               | Москва, дивизион А                                | 8 из 13  |                                                              |
| 2006  | Первенство КФК/ ЛФЛ                               | Москва                                            | 11 из 14 |                                                              |
| 2007  | Первенство КФК/ ЛФЛ                               | Москва, дивизион А                                | 15 из 15 |                                                              |
| 2008  | Первенство КФК/ ЛФЛ                               | Москва, дивизион А                                | 15 из 16 |                                                              |
| 2009  | Первенство КФК/ ЛФЛ                               | Москва, дивизион А                                | 14 из 17 |                                                              |
| 2010  | Первенство КФК/ ЛФЛ                               | Москва, дивизион А                                | 12 из 15 | В первенстве-2011/12 играла «Петровка, 38 — Смена»           |
|       |                                                   |                                                   |          |                                                              |
| 2014  | IV дивизион (ЛФК) / Чемпионат Москвы — дивизион Б | IV дивизион (ЛФК) / Чемпионат Москвы — дивизион Б | 3 из 14  |                                                              |
| 2015  | IV дивизион (ЛФК) / Чемпионат Москвы — дивизион Б | IV дивизион (ЛФК) / Чемпионат Москвы — дивизион Б | 3 из 14  |                                                              |
| 2016  | IV дивизион (ЛФК) / Чемпионат Москвы — дивизион Б | IV дивизион (ЛФК) / Чемпионат Москвы — дивизион Б | 6 из 11  |                                                              |
|       |                                                   |                                                   |          |                                                              |
| 2019  | III дивизион (ЛФК) / Москва — дивизион А          | III дивизион (ЛФК) / Москва — дивизион А          | 16 из 16 |                                                              |
| 2020  | III дивизион (ЛФК) / Москва — дивизион А          | III дивизион (ЛФК) / Москва — дивизион А          | 9 из 14  |                                                              |
| 2021  | III дивизион (ЛФК) / Москва — дивизион А          | III дивизион (ЛФК) / Москва — дивизион А          | 15 из 16 |                                                              |
| 2022  | IV дивизион (ЛФК) / Чемпионат Москвы — дивизион Б | IV дивизион (ЛФК) / Чемпионат Москвы — дивизион Б | 9 из 13  |                                                              |
| 2023  | IV дивизион (ЛФК) / Чемпионат Москвы — дивизион Б | IV дивизион (ЛФК) / Чемпионат Москвы — дивизион Б | 2 из 13  |                                                              |

## Известные игроки
- Никита Баженов
- Алексей Березуцкий[1]
- Василий Березуцкий[1]
- Денис Бояринцев[1]
- Виталий Гришин
- Алексей Зуев
- Андрей Оспешинский[1]
- Игорь Симутенков[1]
- Дмитрий Хлестов[1]
- Валерий Чижов[1]
- Альберт Щербаков[1]